# Kosov
Pour l’article ayant un titre homophone, voir Kossov.
Kosov (en allemand : Kosse) est une commune du district de Šumperk, dans la région d'Olomouc, en République tchèque. Sa population s'élevait à 317 habitants en 2023.

## Géographie
Kosov se trouve à 4 km au sud-est de Zábřeh, à 15 km au sud-sud-ouest de Šumperk, à 39 km au nord-ouest d'Olomouc et à 179 km à l'est-sud-est de Prague.
La commune est limitée par Zábřeh au nord, par Nemile à l'est, par Hněvkov, un quartier exclavé de Zábřeh, et Hynčina au sud, et par Hoštejn et Drozdov à l'ouest.

## Histoire
La première mention écrite de la localité date de 1360.

## Galerie

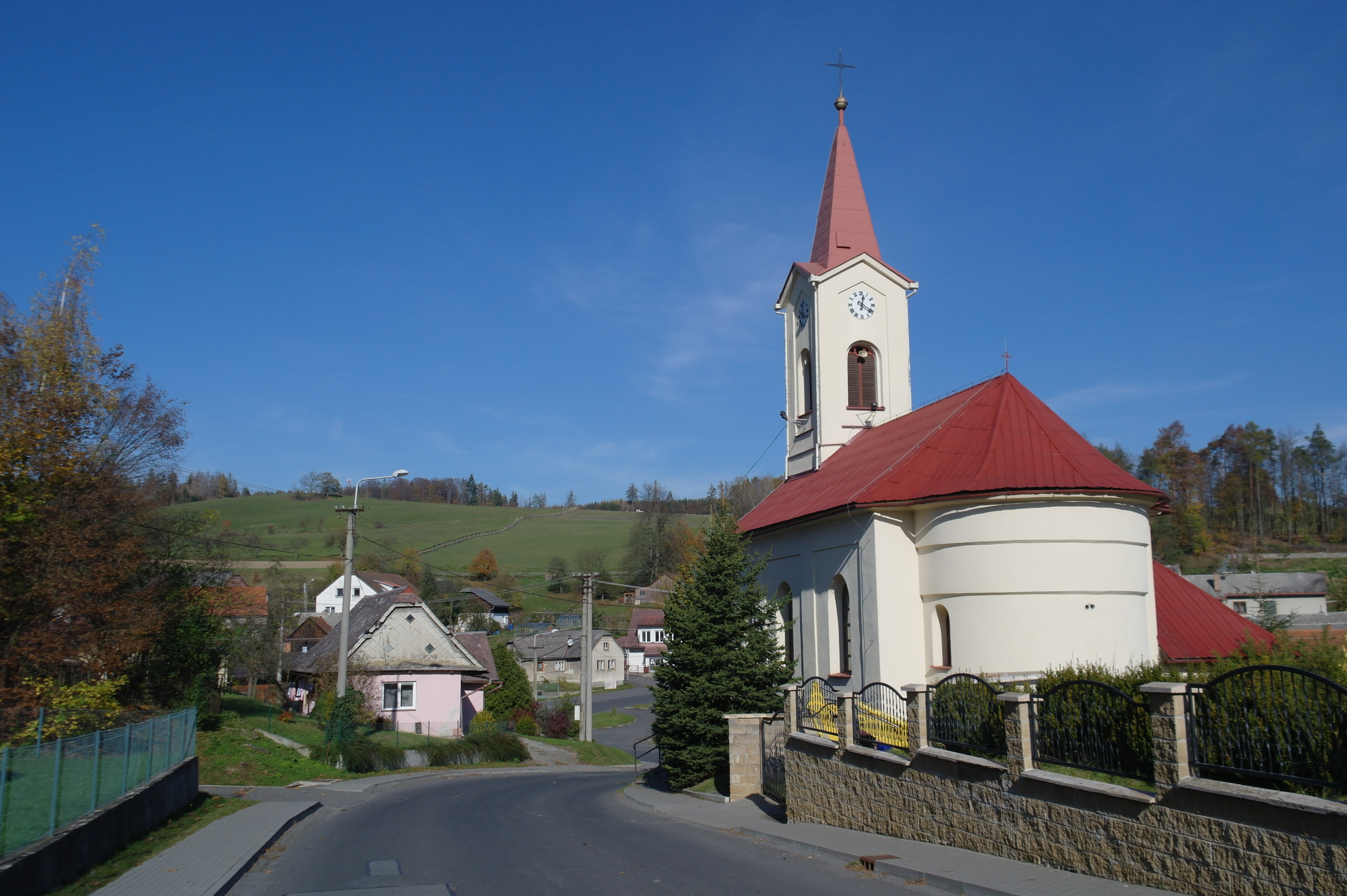
Chapelle Saint-Jean-Népomucène.
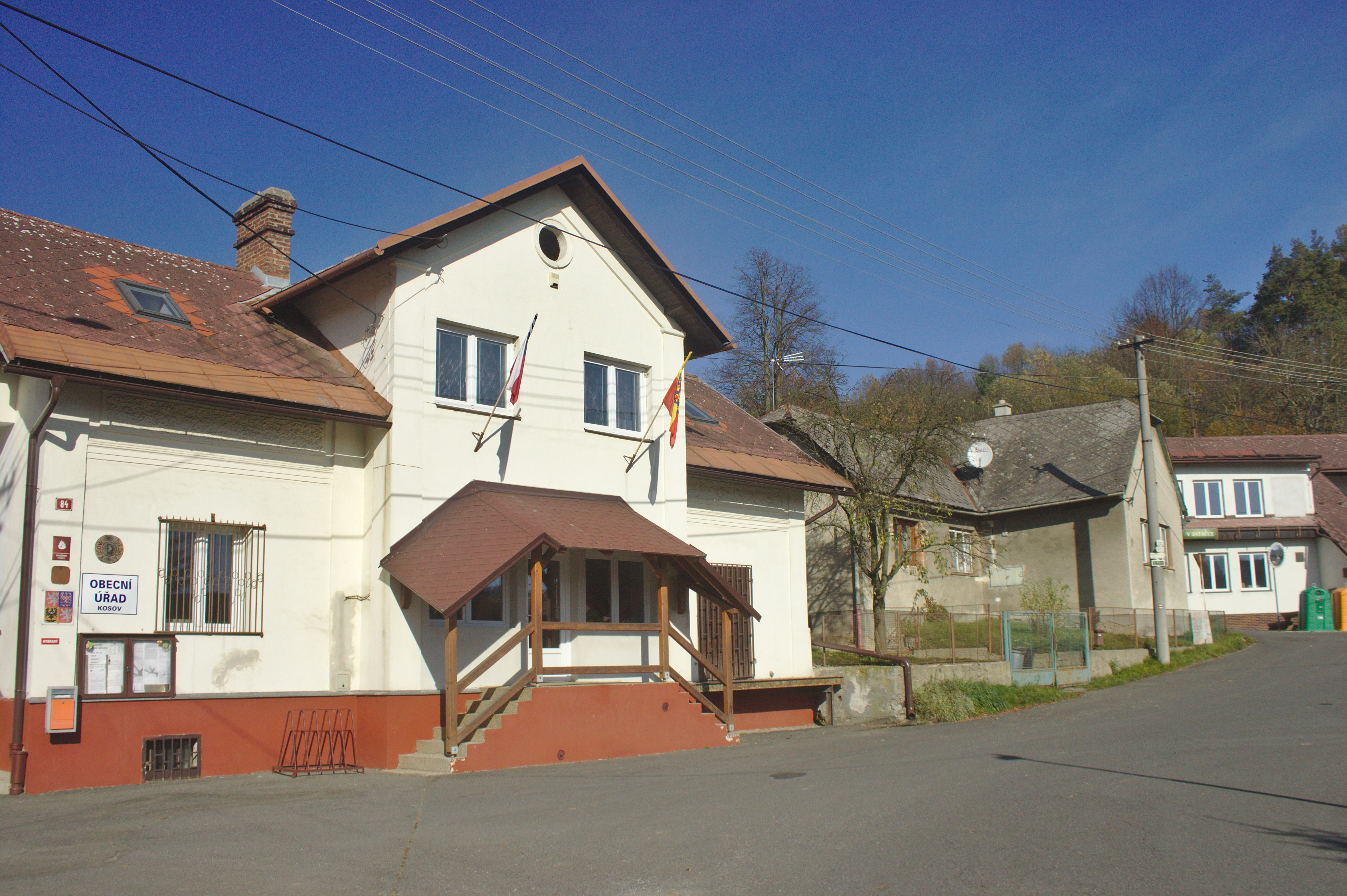
Mairie de Kosov.

## Transports
Par la route, Kosov se trouve à 7 km de Zábřeh, à 21 km de Šumperk, à 54 km d'Olomouc et à 212 km de Prague.